# Delphinium puniceum
Delphinium puniceum är en ranunkelväxtart som beskrevs av Pall.. Delphinium puniceum ingår i släktet storriddarsporrar, och familjen ranunkelväxter. Inga underarter finns listade i Catalogue of Life.